# IP telefon
IP telefon je v užším smyslu hardwarově řešený klient pro telefonii typu VoIP. Je to telefonní přístroj, který komunikuje prostřednictvím svého rozhraní protokolem IP. V širším smyslu je IP telefonem každé koncové zařízení pro IP telefonii, bez ohledu na to jde-li o samostatný přístroj nebo o software, který umožňuje telefonování pomocí vhodného počítače.

## Vnější vzhled

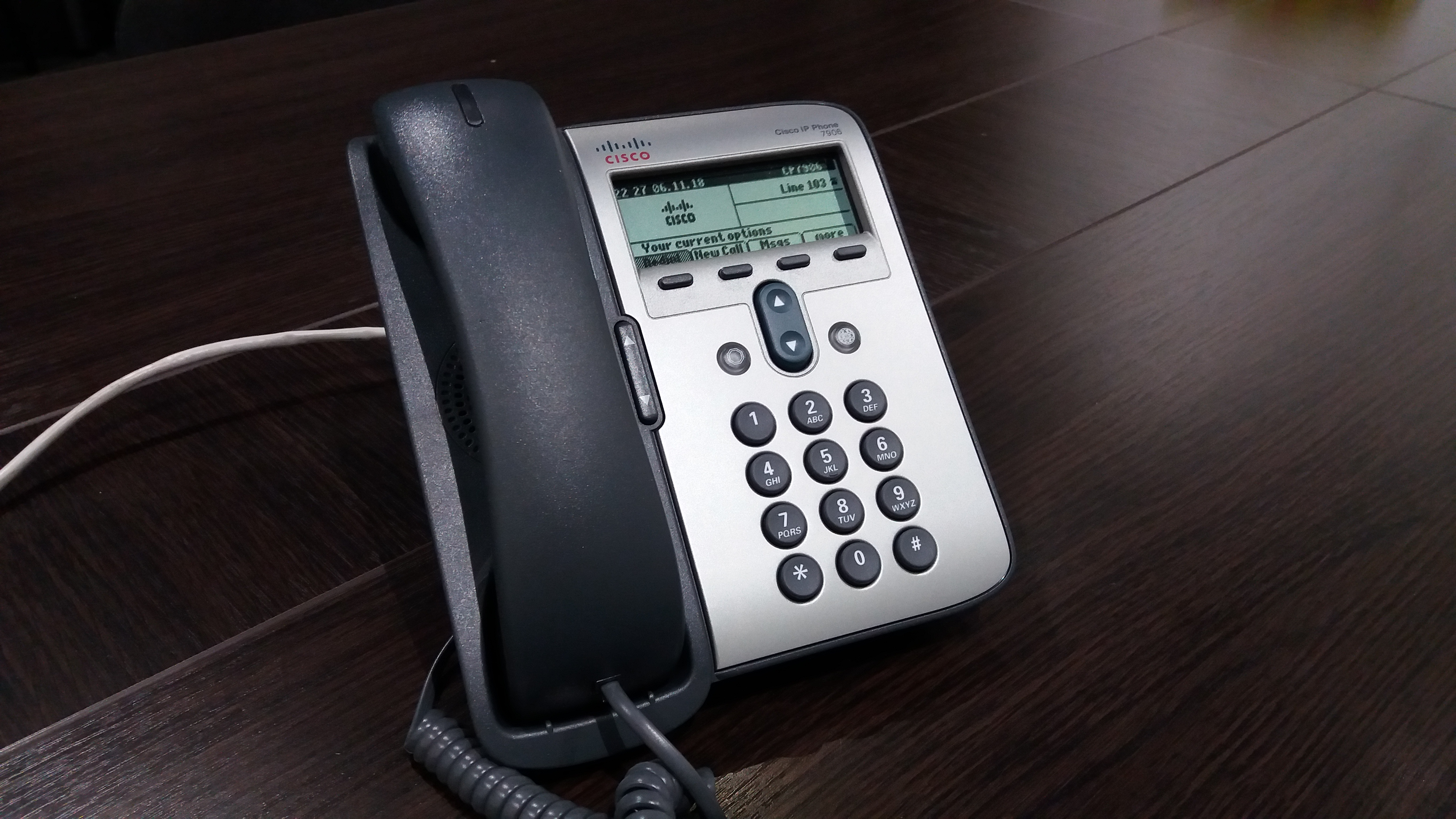
IP-telefon Cisco CP7906 s PoE

Vzhled IP telefonu je na první pohled obtížně rozeznatelný od klasického digitálního telefonu s časovým multiplexem (TDM). Přístroj zahrnuje numerickou klávesnici a pomocná tlačítka, mikrotelefon lidově zvaný sluchátko, často také zobrazovací panel (displej). Zřetelné rozdíly proti digitálnímu telefonu nebo analogovému telefonu se zobrazovačem jsou patrné u konektorů.
Rozhraní IP telefonu je až na výjimky opatřeno osmipinovým konektorem RJ45 pro připojení do sítě typu Ethernet. Telefon má také téměř vždy další konektor pro připojení vnějšího napáječe, protože napájení po datovém kabelu (PoE) stále ještě není zcela běžné a někteří uživatelé alternativní napájení vyžadují.
Běžný analogový telefon nebo digitální telefon TDM má obvykle užší konektor RJ11/RJ12 se čtyřmi či šesti kontakty. Napájecí konektor se vyskytuje jen někdy u lépe vybavených přístrojů, které umožňují hlasité telefonování, připojení rozšiřujícího modulu s dalšími tlačítky apod.

## Rozhraní
Již bylo zmíněno, že IP telefon využívá nejčastěji rozhraní pro přímé připojení do sítě Ethernet (vrstva 2 OSI modelu). Typicky umí rychlosti 10 a 100 Mbit/s, 10Base-T a 100Base-TX. V poslední době se stávají běžné i telefony s metalickým gigabitovým (triálním) rozhraním 10/100/1000 Mbit/s. Datový výkon telefonu je samozřejmě nižší, pásmo 100 nebo 1000 Mbit/s sám ani zdaleka nevyužije. Jak už jeho název napovídá, na třetí vrstvě komunikuje IP telefon protokolem IP.
Některé lepší IP telefony obsahují miniswitch (mikroswitch) - malý vestavěný síťový přepínač se dvěma porty. Jeho smyslem je umožnit přivést od zásuvky na stůl jen jeden kabel. Ten se zapojí do telefonu. Do druhého portu miniswitche se připojí pokračující krátký kabel pro stolní počítač. Obě zařízení (PC i telefon) tak sdílejí jediný kabel, jednu zásuvku a jeden port odlehlého přepínače.
V minipřepínači dochází ke sloučení
- datové komunikace z PC
- hlasové VoIP komunikace z telefonu

do už zmíněného jednoho kabelu, kterým je telefon připojen dále do sítě LAN.
Logického oddělení obou datových toků ve společném kabelu lze dosáhnout použitím různých VLAN pro každý z typů komunikace. Na rozhraní telefonu tak vznikne svazek VLAN zvaný „trunk“, který nejčastěji využívá na 2. vrstvě OSI modelu protokol IEEE 802.1Q. Každá z VLAN má přiřazen svůj blok IP adres (přesněji podsíť, resp subnet), svoji výchozí bránu a také prioritu, se kterou se datový tok uplatňuje ve frontách při čekání na průchod rozhraními přepínačů a směrovačů.

## Protokoly
- Druhá vrstva - Ethernet.
- Třetí vrstva - IP.
- Čtvrtá vrstva - UDP pro hlasový proud, TCP/UDP pro signalizaci.

Na vyšších vrstvách se komunikace větví do celé množiny protokolů. IP telefony nejčastěji pracují s VoIP protokoly z rodiny SIP a H.323. Některé umějí i MGCP.
- Pátá vrstva používá dvě odlišné skupiny protokolů současně:
  - RTP je společným protokolem pro tok hlasových dat
  - VoIP signalizace má různé protokoly lišící se podle zmíněných rodin H.323, SIP a MGCP.

Při výběru telefonu je třeba pečlivě ověřit jaký protokol serveru/gatekeeperu nebo brány se bude pro komunikaci s telefonem používat a zda jej telefon umí.

## Vnitřek IP telefonu
Je to malý jednoúčelový počítač se zvukovou kartou, s displejem, síťovým rozhraním, procesorem, pamětí RAM, pamětí FLASH místo pevného disku a speciálním operačním systémem v této trvalé paměti.

## Použití
- Pro přímé telefonování po síti mezi dvěma telefony. Pak se obvykle volí („vytáčí“) místo čísla IP adresa.
- Pro spojení mezi telefony ve firemní LAN a WAN. Registrace telefonů a hovor jsou zprostředkovány jedním nebo více servery (softswitch). K volbě cílového účastníka se používá telefonního čísla např. v podobě E.164 adresy.
- Pro spojení na VoIP poskytovatele - ekvivalent dřívějšího připojení na ústřednu. Poskytovatel zprostředkuje spojení s dalšími účastníky a obvykle i povolení přes VoIP/TDM bránu do veřejné telefonní sítě. Nejlevnějšího spojení lze dosáhnout s využitím ENUM, kdy se hovor přes veřejnou (placenou) telefonní síť směruje až tehdy, když systém nenajde možnost spojit účastníky přímo mezi sebou pomocí VoIP.

## Galerie

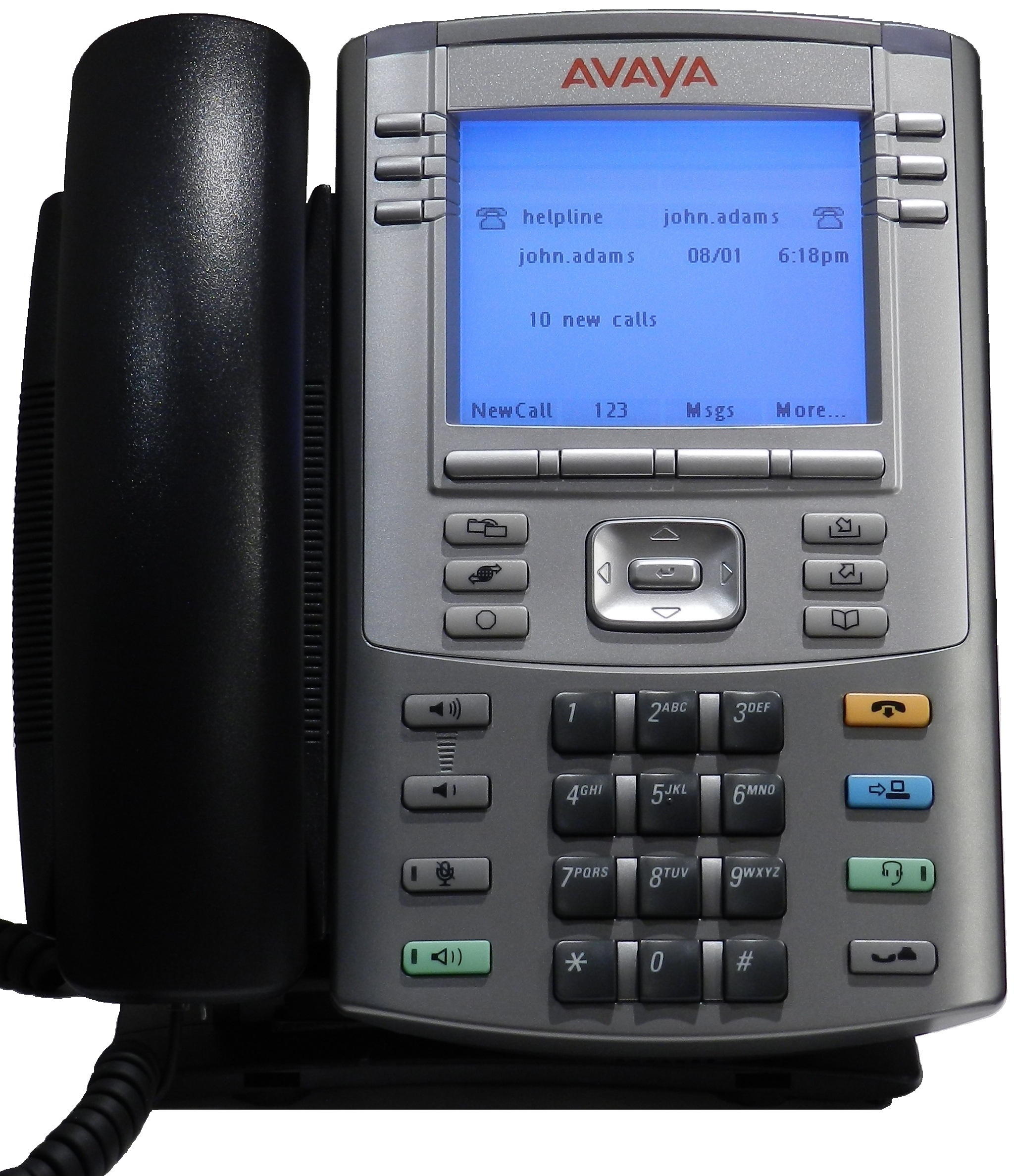
Avaya 1140E VoIP telefon
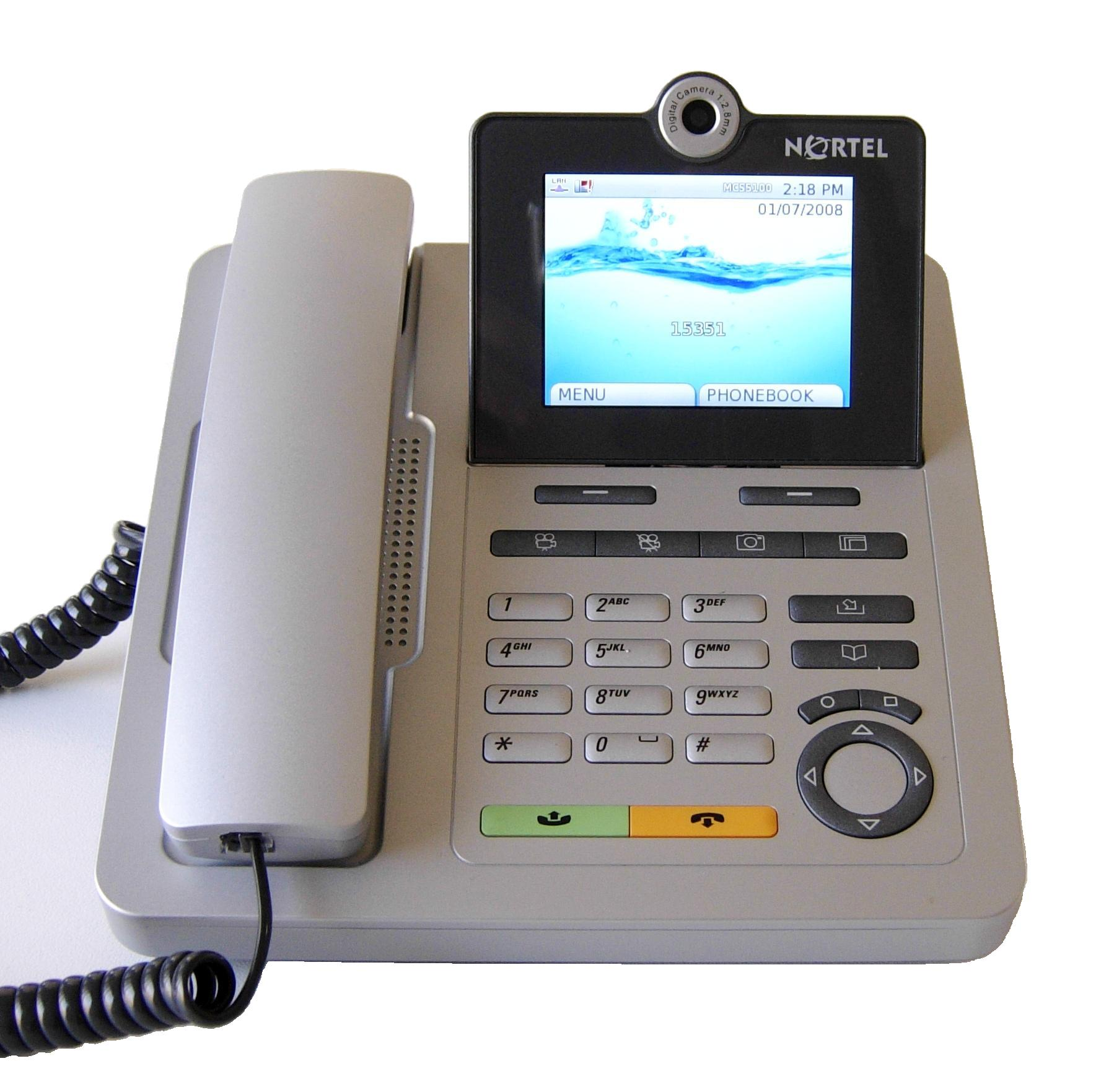
VoIP video telefon
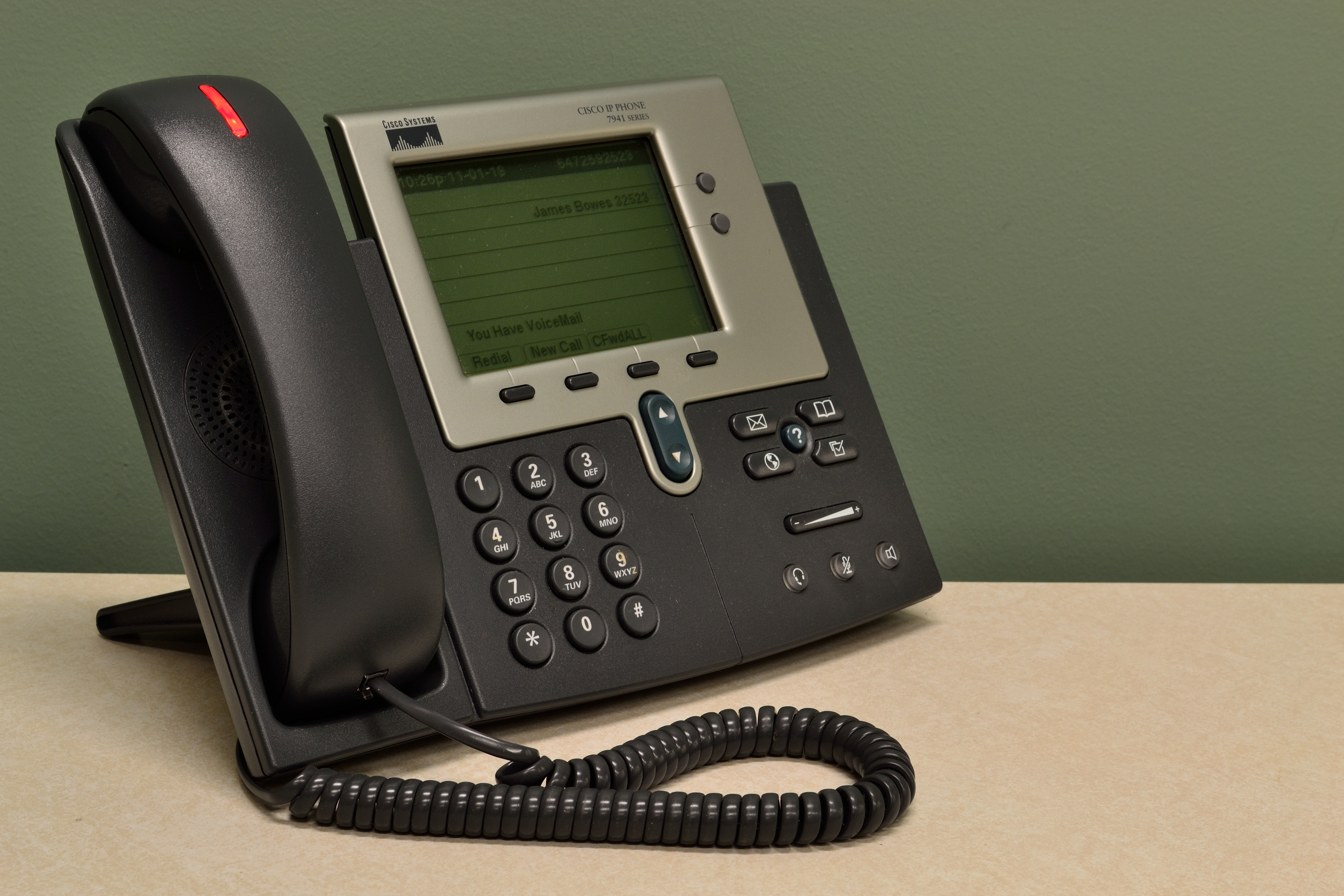
Cisco VoIP telefon
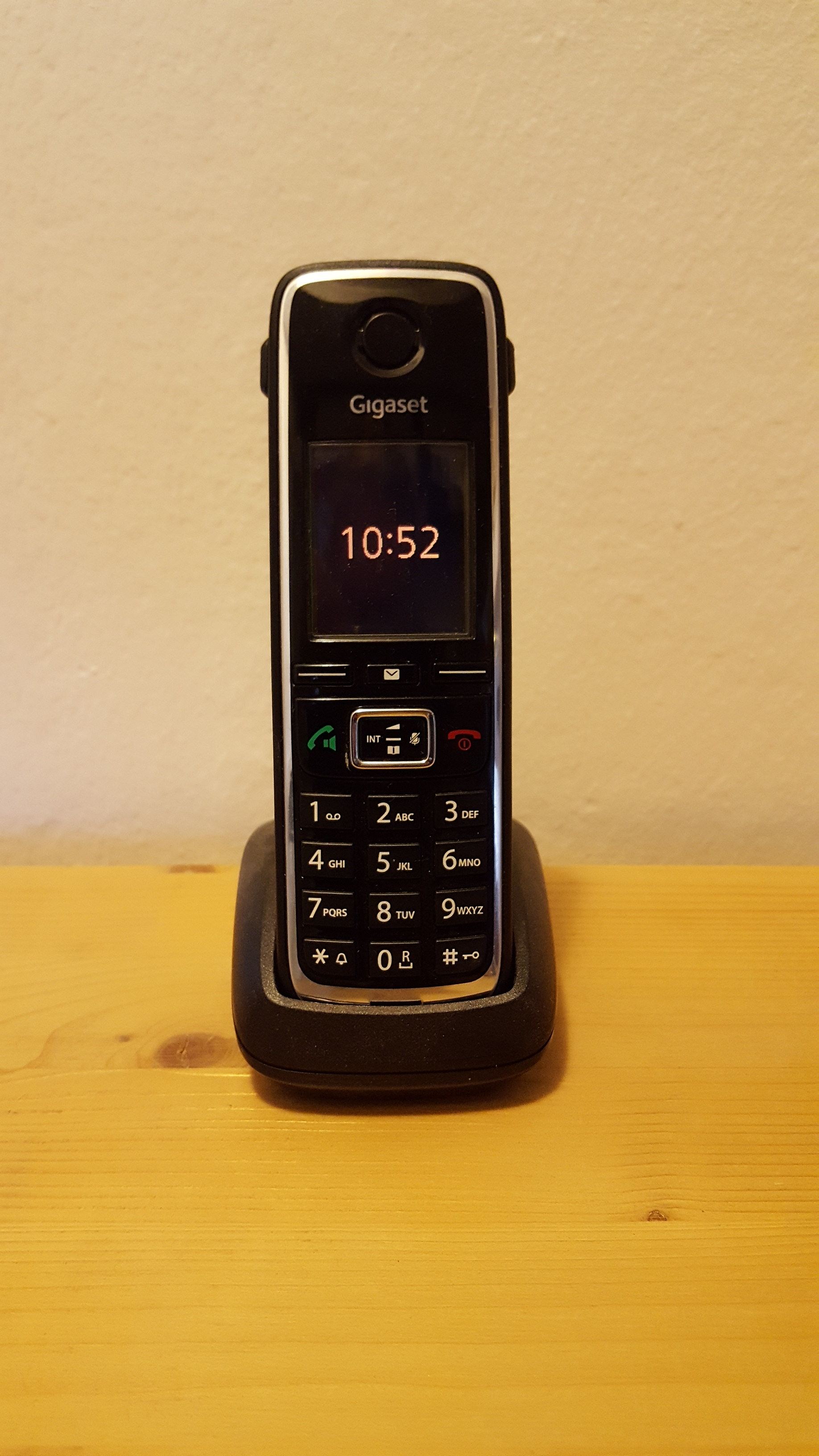
Bezdrátový VoIP telefon